# Pink Friday: Roman Reloaded – The Re-Up
Pink Friday: Roman Reloaded – The Re-Up là album tái bản từ album phòng thu thứ hai của nghệ sĩ người Trinidad, Nicki Minaj, Pink Friday: Roman Reloaded (2012). Album được phát hành vào ngày 19 tháng 11 năm 2012 bởi Young Money, Cash Money và Republic. Được phát hành 7 tháng sau khi phiên bản album chính thức ra mắt, Pink Friday: Roman Reloaded – The Re-Up đã bổ sung thêm 8 bài hát mới và những cảnh hậu trường của việc thực hiện album. Nhạc trong album là sự kết hợp giữa Hiphop và R&B. Việc điều hành sản xuất album do Boi-1da, T-Minus và Juicy J đảm nhiệm.
Khi được phát hành ra thị trường thì Pink Friday: Roman Reloaded – The Re-Up nhận được những đánh giá tích cực từ giới phê bình âm nhạc, những người đã khen ngợi sự trở lại của Minaj với phong cách âm nhạc trước đây của cô. 3 đĩa đơn trích từ album là The Boys, Freedom và High School lần lượt nằm ở các vị trí 41, 31 và 28 của bảng xếp hạng Billboard Hot R&B/Hip-Hop Songs. Riêng bài hát High School lọt được vào Billboard Hot 100 ở vị trí 64. Album được Nicki Minaj quảng bá trong tour diễn Pink Friday: Reload Tour và phần trình diễn bài hát Freedom tại American Music Awards

## Bối cảnh & phát hành
Tháng 4 năm 2012, Nicki Minaj phát hành album phòng thu thứ hai của cô "Pink Friday: Roman Reloaded". Cô đã thu âm album từ năm 2011 đến đầu năm 2012. Để hoàn thành album, Nicki Minaj đã cộng tác làm việc với nhiều nhà sản xuất âm nhạc như Alex da Kid, David Guetta, Dr. Luke, Hit-Boy và RedOne. Sau khi phát hành, "Pink Friday: Roman Reloaded" trở thành một album thành công về thương mại trên toàn cầu và đạt quán quân trên UK Albums Chart và US Billboard 200. Album nhận được nhiều đánh giá tích cực từ giới phê bình âm nhạc, nhận được số điểm trung bình là 60 dựa trên 30 đánh giá từ Metacritic. Đĩa đơn đầu tiên của album, "Starships", là đĩa đơn thành công nhất của Minaj. Nó trở thành một trong những đĩa đơn bán chạy nhất mọi thời đại và làm nên lịch sử tại US Billboard khi lọt vào Top 10 ngay tuần đầu tiên và có tổng cộng 21 tuần liên tiếp trong Top 10 Billboard Hot 100.
Vào tháng 9 năm 2012, tại MTV Video Music Awards, Nicki Minaj thông báo rằng cô sẽ phát hành album tái bản cho "Pink Friday: Roman Reloaded", với tên phụ đề là The Re-Up. Cô nói: "Tôi đã cho rất nhiều bài hát mới vào trong album này và tôi thực sự sẽ cho ra mắt chúng vào tuần tới. Barbz, các bạn sẽ thực sự yêu chúng và phát điên vì chúng". Bìa album được cho ra mắt một tháng sau đó với hình ảnh Minaj lấy từ video bài hát "I Am Your Leader" của cô. Vào tháng 11, cô thông báo rằng album mở rộng sẽ bao gồm 8 bài hát mới và DVD cảnh hậu trường thực hiện album để bổ sung cho phiên bản tiêu chuẩn của album gốc. Cũng trong cuối tháng đó dự án phát hành album này cũng là một phần trong việc phục vụ chủ yếu cho 3 phần serie đặc biệt về cuộc đời cô trên E! "Nicki Minaj: My Truth".

## Đĩa đơn
The Boys (kết hợp với Cassie) được phát hành làm đĩa đơn mở đường cho album vào ngày 13 tháng 9 năm 2012. Bài hát vươn lên vị trí 41 trên bảng xếp hạng Billboard Hot R&B/Hip-Hop Songs; video âm nhạc chính thức của bài hát được đăng tải trên Vevo vào ngày 18 tháng 10 năm 2012.
Freedom được chọn làm đĩa đơn thứ hai phát hành vào ngày 3 tháng 11 năm 2012, nó đạt được vị trí 31 tại Billboard Hot R&B/Hip-Hop Songs và video bài hát được đăng trên "106 And Park" vào ngày 19 tháng 11.
Đĩa đơn thứ ba của album là High School (kết hợp với Lil Wayne), bài hát đạt vị trí 28 tại Billboard Hot R&B/Hip-Hop Songs và 68 tại Billboard Hot 100; video được kênh MTV phát sóng vào ngày 2 tháng 4 năm 2013.

## Hoạt động thương mại
Xếp hạng cùng với "Pink Friday: Roman Reloaded", The Re-Up bán được 36.000 bản ngay trong tuần đầu tiên, tăng 79 điểm trên Billboard 200 nhảy từ vị trí 107 lên vị trí 29. Tính đến tháng 1 năm 2013, "Pink Friday: Roman Reloaded - The Re-Up" đã bán được 797.000 bản trên khắp toàn thế giới. Ở New Zealand, album được xếp ở hạng 21, còn ở các nước Châu Âu album đã lọt vào top 50.
Lý giải cho việc album có doanh thu không được như mong đợi thì trong một cuộc phỏng vấn trên radio, Nicki Minaj đã thẳng thắn cho rằng 2 nhà phân phối album lớn nhất nước Mỹ là Walmart và Target đã không chịu dự trữ album Pink Friday: Roman Reloaded – The Re-Up. Điều này khiến người hâm mộ muốn mua cũng không được.
Cô nói: "Target và Walmart không bán album của tôi. Thật ra Target là nhà phân phối album lớn nhất của tôi. Trước đây hầu hết các album của tôi họ cũng đều phân phối. Cảm ơn các bạn nhưng tôi cũng mong là lần này các bạn bán album của tôi. Best Buy thì bán với số lượng có hạn hơn bởi vì họ muốn an toàn. Vì các nhà phân phối mà fan khó mà mua được album".

## Danh sách bài hát
| Disc 1 – The Re-Up | Disc 1 – The Re-Up                                     | Disc 1 – The Re-Up                                                               | Disc 1 – The Re-Up                | Disc 1 – The Re-Up |
| STT                | Nhan đề                                                | Sáng tác                                                                         | Producer(s)                       | Thời lượng         |
| ------------------ | ------------------------------------------------------ | -------------------------------------------------------------------------------- | --------------------------------- | ------------------ |
| 1.                 | "Up in Flames"                                         | Onika Maraj, Matthew Samuels, Zale Epstein, Stephen Kozmeniuk, Brett Ryan Kruger | Boi-1da, The Maven Boys (add.)    | 5:05               |
| 2.                 | "Freedom"                                              | Maraj, Samuels, Matthew Burnett                                                  | Boi-1da, Matthew Burnett (co.)    | 4:47               |
| 3.                 | "Hell Yeah" (featuring Parker)                         | Maraj, Ighile                                                                    | Parker Ighile                     | 4:11               |
| 4.                 | "High School" (featuring Lil Wayne)                    | Maraj, Dwayne Carter, Jr., Samuels, Tyler Williams                               | Boi-1da, T-Minus                  | 3:38               |
| 5.                 | "I'm Legit" (featuring Ciara)                          | Maraj, Ester Dean, Melvin Hough II, Keith Thomas, Rivelino Raoul Wouter          | Mel & Mus                         | 3:18               |
| 6.                 | "I Endorse These Strippers" (featuring Tyga and Brinx) | Maraj, Michael Foster, Jawara Headley, Jordan Houston, Michael Stevenson         | Juicy J, Crazy Mike               | 4:22               |
| 7.                 | "The Boys" (with Cassie)                               | Maraj, Jonas Jeberg, Jean Baptiste, Lillianna Saldaña, Anjulie Persaud           | Jeberg, Baptiste (co.)            | 4:08               |
| 8.                 | "Va Va Voom"                                           | Maraj, Gottwald, Grigg, Martin, Walter                                           | Dr Luke, Kool Kojak, Cirkut (co.) | 3:02               |
| Tổng thời lượng:   | Tổng thời lượng:                                       | Tổng thời lượng:                                                                 | Tổng thời lượng:                  | 32:31              |

| Disc 2 – The Re-Up DVD | Disc 2 – The Re-Up DVD     | Disc 2 – The Re-Up DVD |
| STT                    | Nhan đề                    | Thời lượng             |
| ---------------------- | -------------------------- | ---------------------- |
| 1.                     | "Come on a Cone"           | 4:05                   |
| 2.                     | "Make Me Proud"            | 3:05                   |
| 3.                     | "Roman's Revenge"          | 3:33                   |
| 4.                     | "Fire Burns"               | 4:28                   |
| 5.                     | "Save Me"                  | 3:13                   |
| 6.                     | "Facts of Life"            | 3:16                   |
| 7.                     | "Broken Silence"           | 4:56                   |
| 8.                     | "Moment 4 Life"            | 4:25                   |
| 9.                     | "Starships"                | 3:27                   |
| 10.                    | "Up All Night"             | 3:30                   |
| 11.                    | "Party Animal Beat"        | 3:25                   |
| 12.                    | "One of Those Nights Beat" | 3:15                   |
| 13.                    | "End of Worlds Beat"       | 3:18                   |
| 14.                    | "The W Beat"               | 3:47                   |
| 15.                    | "Yardie Beat"              | 3:16                   |
| 16.                    | "Prosty Beat"              | 3:06                   |
| 17.                    | "Water Logged Beat"        | 2:59                   |
| 18.                    | "Gotta Ball Beat"          | 4:39                   |
| 19.                    | "Untitled"                 | 3:16                   |
| Tổng thời lượng:       | Tổng thời lượng:           | 68:59                  |

| Disc 3 – Roman Reloaded | Disc 3 – Roman Reloaded                               | Disc 3 – Roman Reloaded                                                          | Disc 3 – Roman Reloaded                                     | Disc 3 – Roman Reloaded |
| STT                     | Nhan đề                                               | Sáng tác                                                                         | Producer(s)                                                 | Thời lượng              |
| ----------------------- | ----------------------------------------------------- | -------------------------------------------------------------------------------- | ----------------------------------------------------------- | ----------------------- |
| 1.                      | "Roman Holiday"                                       | Maraj, Winston Thomas, Larry Nacht, Safaree Samuels                              | BlackOut Movement, Pink Friday Productions, Vinny Venditto* | 4:05                    |
| 2.                      | "Come on a Cone"                                      | Maraj, Chauncey Hollis                                                           | Hit-Boy                                                     | 3:05                    |
| 3.                      | "I Am Your Leader" (featuring Cam'ron và Rick Ross)   | Maraj, Hollis, William Roberts II, Cameron Giles                                 | Hit-Boy                                                     | 3:33                    |
| 4.                      | "Beez in the Trap" (featuring 2 Chainz)               | Maraj, Maurice Jordan, Tauheed Epps                                              | Kenoe                                                       | 4:28                    |
| 5.                      | "HOV Lane"                                            | Maraj, Ryan Marrone, Garrick Smith, Samuels                                      | Ryan & Smitty, Pink Friday Productions                      | 3:13                    |
| 6.                      | "Roman Reloaded" (featuring Lil Wayne)                | Maraj, Dwayne, Ricardo LaMarre, Samuels                                          | Rico Beats, Pink Friday Productions                         | 3:16                    |
| 7.                      | "Champion" (featuring Nas, Drake và Young Jeezy)      | Maraj, Tyler Williams, Nikhil Seetharam, Aubrey Graham, Jay Jenkins, Nasir Jones | T-Minus, Seetharam*                                         | 4:56                    |
| 8.                      | "Right by My Side" (featuring Chris Brown)            | Maraj, Andrew Wansel, Warren Felder, Dean, Jameel Roberts, Ronny Colson          | Andrew "Pop" Wansel, Oak, Flip*, JProof*                    | 4:25                    |
| 9.                      | "Sex in the Lounge" (featuring Lil Wayne and Bobby V) | Maraj, Ernest Wilson, Matthew Hall, Carter, Ness Wilson, Samuels                 | M.E. Productions, Pink Friday Productions                   | 3:27                    |
| 10.                     | "Starships"                                           | Maraj, Nadir Khayat, Carl Falk, Rami Yacoub, Wayne Hector                        | RedOne, Rami, Falk                                          | 3:30                    |
| 11.                     | "Pound the Alarm"                                     | Maraj, Khayat, Falk, Yacoub, Bilal Hajji, Achraf Jannusi                         | RedOne, Falk, Rami                                          | 3:25                    |
| 12.                     | "Whip It"                                             | Maraj, Khayat, Alex Papaconstantinou, Björn Djupström, Hajji, Hector             | RedOne, Alex P                                              | 3:15                    |
| 13.                     | "Automatic"                                           | Maraj, Khayat, Jimmy Thornfeldt, Geraldo Sandell                                 | RedOne, Jimmy Joker                                         | 3:18                    |
| 14.                     | "Beautiful Sinner"                                    | Maraj, Alexander Grant, Dean                                                     | Alex da Kid                                                 | 3:47                    |
| 15.                     | "Marilyn Monroe"                                      | Maraj, Daniel James, Leah Haywood, Ross Golan, Jonathan Rotem                    | J. R. Rotem, Dreamlab*                                      | 3:16                    |
| 16.                     | "Young Forever"                                       | Maraj, Lukasz Gottwald, Kelly Sheehan, Henry Walter                              | Dr. Luke, Cirkut                                            | 3:06                    |
| 17.                     | "Fire Burns"                                          | Maraj, Wansel, Felder                                                            | Wansel, Oak                                                 | 3:00                    |
| 18.                     | "Gun Shot" (featuring Beenie Man)                     | Maraj, Daniel Johnson, Moses Davis, Christian Grossett                           | Kane Beatz, First Born*                                     | 4:39                    |
| 19.                     | "Stupid Hoe"                                          | Maraj, Tina Dunham, Samuels                                                      | DJ Diamond Kuts, Pink Friday Productions                    | 3:16                    |
| Tổng thời lượng:        | Tổng thời lượng:                                      | Tổng thời lượng:                                                                 | Tổng thời lượng:                                            | 68:59                   |

## Bảng xếp hạng

### Xếp hạng tuần
| Bảng xếp hạng (2012)             | Vị trí cao nhất |
| -------------------------------- | --------------- |
| Belgium Flanders Albums Chart[A] | 84              |
| Belgium Wallonia Albums Chart[A] | 118             |
| Dutch Albums Chart[A]            | 79              |
| French Albums Chart[A]           | 80              |
| New Zealand Albums Chart[A]      | 21              |
| Spanish Albums Chart[A]          | 97              |
| US Billboard 200[A]              | 29              |

### Xếp hạng cuối năm
| Bảng xếp hạng (2012)    | Vị trí |
| ----------------------- | ------ |
| Australian Albums Chart | 48     |